# 学校法人関西学院
| 学校法人関西学院 KWANSEI GAKUIN                                                         | |
| 西宮上ケ原キャンパス正門付近からの眺め：正面建物は国登録有形文化財の時計台（2007年9月） | |
| 概要                                                                                    | |
| 校訓                                                                                    | Mastery for Service |
| 設立年                                                                                  | 1889年 |
| 分類                                                                                    | 私立 |
| 理事長                                                                                  | 村上一平 |
| 院長                                                                                    | 中道基夫 |
| 学長                                                                                    | 森康俊 |
| 所在地                                                                                  | 兵庫県西宮市上ケ原一番町1番155号 |
| 構成                                                                                    | |
| 設置校と在学者数（単位：人）                                                            | - 大学 23,879 - 大学院 1,375 - 短期大学 239 - 高等部 1,155 - 中学部 741 - 千里国際高等部 285 - 千里国際中等部 217 - 初等部 541 - 幼稚園 203 - 大阪インターナショナルスクール 275 - 総数 28,910 （2022年5月1日時点） |

学校法人関西学院（がっこうほうじんくわんせいがくいん、KWANSEI GAKUIN）は、兵庫県西宮市上ケ原一番町に本部を構える学校法人である。通称「関学」（商標登録番号3033847）。

## 概要
学院の創立は1889年（明治22年）9月28日である。米国の有力なプロテスタント系キリスト教教団である南メソジスト監督教会から派遣された宣教師W. R. ランバス（W. R. Lambuth, MD 1854-1921）が、パルモア学院を母体として神戸市郊外原田の森（現在の灘区王子公園）に小さな神学校と中学を開設したことに始まる。こうした歴史的経緯からも、関西学院では開校以来、キリスト教教育を重視するとともに、神学部を有する数少ない高等教育機関として、優秀なプロテスタント系指導者を多数輩出する重要な役割を担っている。
関西学院大学は、2024年4月時点で、神学部、文学部、社会学部、法学部、経済学部、商学部、人間福祉学部、国際学部、教育学部、総合政策学部、理学部、工学部、生命環境学部、建築学部の14学部からなり、それぞれの学部がその歴史と伝統に応じた研究と教育に携わっている。詳細は関西学院大学を参照。
また、関西学院には、高等部、中学部が置かれている。これらの中高からは、大学までほぼ全入制で進学できるため、目先の受験勉強にとらわれない自律的な学習と文化・スポーツ活動が可能となっている。特筆すべき点としては、高等部の前身が新制での大学教養部相当の教育機関であったこと、中学部ではイギリスのパブリックスクールを範としたスパルタ教育が行なわれていることがあげられる。
さらに、関西学院は、2010年4月に学校法人千里国際学園と合併した。これにより、関西学院は千里国際学園の運営を引き継ぎ、千里国際学園中等部・高等部（中学校・高等学校）を「関西学院千里国際中等部・高等部」と改称し、大阪インターナショナルスクール（予科、初等科、中等科、高等科）を「関西学院大阪インターナショナルスクール」と改称した。
この他にも関西学院には初等部をはじめ、2009年に法人合併した学校法人聖和大学が設置者であった関西学院短期大学（旧・聖和大学短期大学部）および関西学院幼稚園（旧・聖和大学附属聖和幼稚園）がそれぞれ置かれている。
関西学院は、現在、西宮上ケ原キャンパス、西宮聖和キャンパス、大阪梅田キャンパス、東京丸の内キャンパス、神戸三田キャンパス、宝塚キャンパス、千里国際キャンパスに機能を分散させて、幼稚園から大学院までを運営している。これらのキャンパスのうち、大阪・梅田と東京・丸の内の両キャンパスは、高層ビルの数室を利用したものであり、千里国際キャンパスは近代建築であるが、他の4キャンパスは、スパニッシュミッションスタイルで統一された美しい建物と広い敷地から成り立っている。
特に、西宮上ケ原キャンパスには、国の登録有形文化財の時計台（旧図書館）を始め、著名な建築家であったウィリアム・メレル・ヴォーリズの作品が多数残存し、また、約240種、約4万9千本に上る膨大な樹木（「樹木調査・数字で見る関学」関西学院通信ポプラ65号、2009年）が繁茂するなど、スタンフォード大学に代表される米国南西部の大学を思い起こさせる雰囲気があり、日本屈指の美しいキャンパスとして知られている。

## 基礎データ
（2024年4月時点）

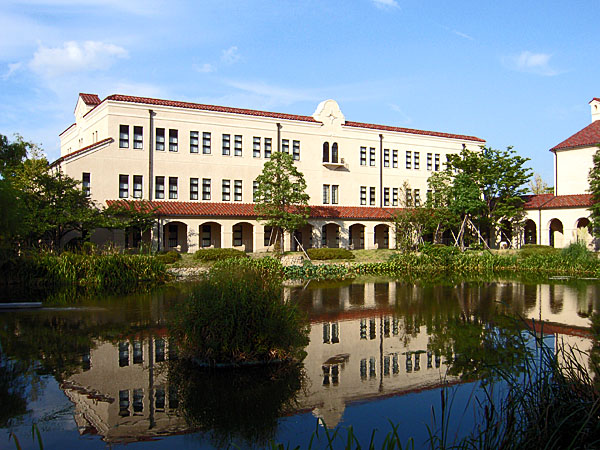
学院本部棟
（西宮上ケ原キャンパス 2007年9月）

- 本部 〒662-8501 兵庫県西宮市上ケ原一番町1番155号
- 創立：1889年（明治22年）
- 理事長：村上一平[8]
- 院長：中道基夫（wikidata）[8]
- 学長：森康俊（wikidata）[9]
- 学生数は上記参照
- スクールモットー：Mastery for Service（「奉仕のための練達」と訳すことが多い。）

## 校歌
空の翼（作詞:北原白秋 作曲:山田耕筰）
（歌詞の二番・三番を省略）

## 歴代院長
歴代院長は以下のとおり。
- 初代: W.R.ランバス (1889年9月28日 – 1891年1月)
- （欠）
- 第2代: 吉岡美國 (1892年9月1日 – 1916年3月31日)
- 第3代: J.C.C.ニュートン (1916年4月1日 – 1920年)
- 第4代: C.J.L.ベーツ　(1920年10月15日 – 1940年9月11日)
- 第5代: 神崎驥一 (1940年9月11日 – 1950年2月3日)
- 第6代: 今田恵（1950年2月3日 – 1954年3月31日）
- 第7代: H.W.アウターブリッヂ（1954年4月1日 – 1956年6月22日）
- 第8代: 加藤秀次郎（1956年6月22日 – 1958年3月31日）
- 第9代: 小宮孝（1958年4月1日 – 1969年3月3日）
- （事務取扱） 武藤誠 (1969年3月4日 – 1969年5月24日）
- （代行） 小寺武四郎（1969年5月24日 – 1973年4月12日）
- 第10代: 小寺武四郎（1973年4月12日 – 1973年9月30日）
- （事務取扱） 玉林憲義（1973年10月1日 – 1974年2月14日）
- 第11代: 久山康（1974年2月14日 – 1989年3月31日）
- 第12代: 宮田満雄（1989年4月1日 – 1998年3月）[11]
- 第13代: 山内一郎（1998年 – 2004年3月31日[12]）
- 第14代: 畑道也（2004年4月1日[12] - 2007年3月）
- 第15代: ルース・M・グルーベル（2007年4月1日 – 2016年3月31日）[13]
- 第16代: 田淵結（2016年4月1日 – 2019年3月31日）[14]
- 第17代: 舟木讓（2019年4月1日 – 2022年3月31日）[15]
- 第18代: 中道基夫（wikidata）（2022年4月1日[16] – 2025年3月31日〈予定〉[8]）

## 歴代理事長
歴代理事長は以下のとおり。
財団法人関西学院
- C.J.L.ベーツ（1931年9月17日 – 1940年9月11日）
- 神崎驥一（1940年9月11日 – 1950年2月23日）
- H.W.アウターブリッヂ（1950年2月23日 – 1951年2月23日）

学校法人関西学院
- H.W.アウターブリッヂ（1951年2月24日 – 1954年3月31日）
- 今田恵 (1954年4月1日 – 1960年6月15日)
- 木村蓬伍（1960年6月16日 – 1964年4月22日）
- 加藤秀次郎（1964年4月28日 – 1964年6月11日）事務取扱
- 北沢敬二郎（1964年6月11日 – 1967年3月31日）
- 北沢敬二郎（1967年4月1日 – 1967年7月12日）職務代行
- 加藤秀次郎（1967年7月13日 – 1969年7月17日）
- 矢内正一（1969年7月18日 – 1974年2月14日）
- 久山康（1974年2月14日 – 1989年3月31日）
- 加藤誠之（1989年4月1日 – 1992年3月31日）
- 武田建（1992年4月1日 – 2002年 3月）
- 山内一郎（2002年 4月 – 2008年3月31日）
- 森下洋一（2008年4月1日 – 2013年3月31日）[17]
- 宮原明（2013年4月1日 – 2019年3月31日）[18]
- 平松一夫（2019年4月1日[19] – 2020年12月2日[注釈 1]）
- 村上一平（2021年4月1日[21] – 2025年3月31日〈予定〉[8]）

## 各校の特色

### 大学
詳細は関西学院大学を参照。

### 短期大学
1950年から1958年まで設置されていた短期大学は、関西学院短期大学 (1950-1958) を参照。また、2009年4月、学校法人聖和大学との法人合併に伴い、聖和大学短期大学部を聖和短期大学と改称し、2024年4月に関西学院短期大学へ改称。

### 高等部
詳細は関西学院高等部を参照。スパルタ式の中学部とは違い、高等部は自由教育を旨としている。20名弱の例外を除いて、そのまま大学に進学する生徒が多い。授業内容は受験的な暗記ではなく、なぜそうなったかを考えさせる式のもの。高等部の前身が大学予科（新制での大学教養部に相当） であったためか、第3学年度には、独・仏語、経済学、法学、心理学などが選択可能。論文も必修。英語教育にとくに熱心。クラブ活動では、旧制時代からの伝統で柔道、アメリカン・フットボール、ラグビーなどが強い。野球は旧制時代に春夏一回ずつの優勝経験があるが、戦後は低迷時期が続いていた。近年はスポーツ推薦を実施、リトルリーグから多くの部員を集めた結果、1998年に63年ぶりのセンバツ出場を果たして以来、兵庫県内でも有力校の一つとなり、2009年には全国高等学校野球選手権大会の兵庫大会で優勝し、70年ぶりに甲子園出場を決めた。長く男子校であったが、初等部からの生徒が進級してきた2015年度から共学化された。
他にも学校法人千里国際学園の合併に伴い、2010年4月より大阪府箕面市の千里国際キャンパスに関西学院千里国際高等部を開設している。

### 中学部
詳細は関西学院中学部を参照。かなりのスパルタ教育が行なわれている。入学してすぐのキャンプで行なわれるメチャビーと呼ばれる泥んこラグビーが有名。戦後初代中高部長だった矢内正一の方針により、イギリスのパブリックスクールに範をとったエリート教育を旨としている。そのため、文武両道が強調される。クラブ活動としては、タッチフットボール、ラグビー、テニス、サッカーが強豪として知られる。長く男子校であったが、初等部からの生徒が進級してきた2012年度から共学化された。
他にも学校法人千里国際学園の合併に伴い、2010年4月より大阪府箕面市の千里国際キャンパスに関西学院千里国際中等部を設置している。

### インターナショナル・スクール
学校法人千里国際学園の合併に伴い、2010年4月より大阪府箕面市の千里国際キャンパスに関西学院大阪インターナショナルスクールを設置している。

### 初等部
詳細は関西学院初等部を参照。
2008年4月開校。男女共学。卒業時には中学部、あるいは千里国際中等部への進学が可能である(中学部・高等部は初等部生の進級に伴い共学化)。英語教育を小学生から行っている。校舎は宝塚キャンパス(宝塚ファミリーランド跡)に建築された。

### 幼稚園
2009年4月、学校法人聖和大学の法人合併にともない、聖和大学附属聖和幼稚園を聖和幼稚園に改称（西宮聖和キャンパス）。2016年4月に関西学院幼稚園に改称。

## スポーツ活動
アメリカンフットボール部の関西学院大学ファイターズは、34年連続リーグ優勝、リーグ戦145連勝、33年連続甲子園ボウル出場、5年連続甲子園ボウル優勝など、屈指の強豪として知られている。しかし、近年では、京都大学、立命館大学、関西大学などの実力が伯仲しつつあり、西日本では人気の高いカレッジスポーツとなっている。
他には、ラグビー部（2008年、2009年、関西大学リーグ2年連続優勝）、サッカー部（2009年、関西大学リーグ優勝）、硬式野球部（2012年秋、関西学生リーグ優勝）、チアリーディング部などが健闘している。

## 学院史

### 明治期
学院の100年を越える歴史は、1889年に、アメリカ南メソジスト監督教会から派遣された宣教師 W. R. ランバスが、パルモア学院を母体として、神戸の原田の森に神学校を併設した小さな旧制中学（普通学部）を設立したことに始まる。ちなみに、この南メソジスト教会という名称は、米国のメソジスト教会が南北戦争時代に、相分かれて戦ったときの名残りである。ランバスは中国の上海で生まれ、その後米国で神学と医学を修めた宣教師かつ医師であった。この時設立されたのが、英名をWest Japan Collegeといい、和名では関西学院である。法人名の関西を「かんさい」ではなく「かんせい」と読むのは、ミッション系の学園として、もともと仏教経典の音であった呉音（サイ）を嫌い、漢音（セイ）を用いたためであるという説がある。ただし、明治期には特に若者の間で、新漢語など新しい概念の単語に使われるようになった漢音をあえて使う風潮があり（東京を「とうきょう」と読まず「トウケイ」と読むなど）、それに合わせただけという説を関西学院自身は採用している。
ランバスは関西学院の創立者であり、生みの親ではあった。ただ、彼は学院創立2年後の1891年には帰国しているので、育ての親とは言えないかもしれない。そして、この文字どおりの育ての親と言えるのが、のちの第4代院長として1910年にカナダ・メソジスト教会から赴任したC. J. L. ベーツ (Cornelius John Lighthall Bates、1877-1963) である。

### 大正 - 昭和前期
C. J. L. ベーツは、それまでの学院が米国南メソジスト教会単独での経営であったのに対し、カナダ・日本両メソジスト教会との3者共同経営に変わったのを受けて、カナダを代表する形で赴任した人である。前任者の米人ニュートンが南軍の元将校であり、スポーツをよくしない者が牧師になることを嫌ったというくらい勇猛な院長であったのに対し、ベーツは牧師一家の出であったこともあり、その誠実で柔和な人柄が長く慕われたようである。スクールモットーMastery for Serviceも彼の提唱による。関西学院での在職期間は30年以上にも及び、この間に上ケ原移転、大学（専門部）の設置など、学院の骨格に当たる部分が作られており、まだ少年期にあった関学を青年期へと導いた人物といえる。

### 大戦期
太平洋戦争の勃発とともに、関西学院も時代の波にもまれていく。戦前は常時12人もいた外国人宣教師たちも、すべて帰国することになった。1941年には、関学の母体であった日本メソヂスト教会も政府の意向を受けて結成された日本基督教団に合流する。この時代、日本のキリスト者は他宗教者にも増して、国策に協力する姿勢が目立ったようである。戦後も随分と経ってから日本基督教団はこれを間違いであったとしたが、欧米でもキリスト教会は概ね右派であり、反戦的な立場をとることは非常にまれである。むしろ、米人たちが日本に蒔いた芥子の種は、教団としては正常に発育したというべきかもしれない。

### 戦後 - 昭和後期
戦争終結とともに、学院側の要請を受けて、再び米国・カナダから宣教師たちが再来日したが、彼らにはかなりの戸惑いがあったようである。それは、学院の実権がすでに第5代神崎驥一院長の手に握られており、外国人教師たちはその指示の下で教育に当たらねばならなかったからである。つまり、大戦という外因を契機にしながらも、関西学院がもはや子供ではなく、立派な青年に達していることを認めざるをえなかったのだ。
戦後の歴代院長の時代には、学院は商学部、社会学部、理学部と矢継ぎ早に新学部を開設し、文字どおりの総合大学へと成長していく。そして、学園紛争を挟んで、1975年に第11代院長に就任したのが久山康院長である。この時代は、一地方大学にすぎなかった関学が、全国的にも知名度を増していった時期でもある。社会背景的にはバブル経済前夜であり、豪華な新学生会館の建設など、他大学との設備面での競争も行なわれた。しかし一方で、レジャー志向の学生にターゲットを定めた路線は、内部出身者の多い教職員からは学問軽視として反発も強かった。

### 平成期
関西学院が創立100周年を一年後に控え、本来ならお祝いムード一色となるはずの1988年、学院は揺れに揺れた。ついに、久山院長体制に対する教職員の長年の不満が大学騒動として爆発したのである。この内紛については、新聞にもたびたび報道されたとおり、神戸三田キャンパス用地の購入を進めていた理事会に対し、これを不要とする大学側が対立したものである。結果としては、翌1989年（平成元年）3月に院長と学長がそれぞれ退陣するという形になり、学院組織の改革が行われた。平成に入ってからは、阪神地方を襲った大震災など、なにかと暗い話題が多く、関西経済全体が活気を失い、明治時代に創立され、100周年を祝った関西学院も中年期を迎えつつあった。
阪神・淡路大震災の起きた1995年、神戸三田キャンパスに総合政策学部を開設。2004年に法科大学院、2008年に関西学院初等部を兵庫県宝塚市に開設。2009年には学校法人聖和大学を法人合併して、聖和大学短期大学部を聖和短期大学に、聖和大学附属聖和幼稚園を聖和幼稚園に改称し、同時に関西学院大学教育学部および同教育学研究科を西宮聖和キャンパスに開設。これにより関西学院では、幼稚園から大学院までの一貫教育体制が整うことになった。また、2010年には、大学に国際学部を設置するとともに、学校法人千里国際学園を合併し、それは学校法人関西学院千里国際キャンパスとして生まれ変わった。

### 令和期
2023年12月22日、学校法人関西学院は、神戸市の「王子公園再整備にかかる大学設置・運営事業」において、関西学院大学「王子キャンパス（仮称）」を設置することについて合意し、基本協定を締結した。（王子公園再整備にかかる大学設置・運営事業について ）
2024年、聖和短期大学を男女共学化、及び関西学院短期大学に改称した。
こうして、関西学院は、遅まきながらも改革に取り組む姿勢を鮮明にし、一時期の停滞期を脱しつつあると言えよう。関西学院が今後、1950年代後半から1980年代初めの輝かしい時代の再来（関西学院大学の「略歴」斜体部分を参照）を迎えるかどうかが注目されるところである。

## 沿革
学校法人関西学院の沿革については、以下のとおりである。関西学院大学に記載されている内容は主要なものを除いて省略した。
- 1885年09月 - 米国南メソヂスト教会中国宣教部に属していたJ. W. ランバスが日本視察旅行を行う。
- 1886年
  - 07月25日 - J. W. ランバス夫妻らが上海から神戸に到着、日本での伝道活動を開始。
  - 11月24日 - その子W. R. ランバス夫妻らが北京から神戸に到着。
  - 11月26日 - W. R. ランバス、先にJ. W. ランバスが居留地で始めていた英語夜間学校に読書室を開設。
- 1887年01月04日 - 読書室をバルモア学院と命名。
- 1888年
  - 08月31日 - 日本宣教部の年会でW. R. ランバスが神戸に青年のための学校を開設することを提議。
  - 11月07日 -　W. R. ランバスが兵庫県菟原郡都賀野村ノ内原田村字王子免（後に武庫郡西灘村原田と改称[28]、現・神戸市灘区王子町）での学校開設用地に係る土地売買契約を締結。
- 1889年
  - 07月 - 関西学院憲法を起草。W.R.ランバスが院長に就任。神学部および普通学部の2部とし、校名を関西学院と命名。
  - 09月06日 - 私立関西学院設立願を都賀野村役場を経て兵庫県庁へ提出[29]。
  - 09月28日 - 兵庫県知事内海忠勝より9月28日付けの設立認可の指令があり[30]、関西学院設立（神学部、普通学部(中学)）。
  - 10月11日 - 授業開始。
- 1890年09月15日 - 学院開校式を挙行。
- 1893年10月06日 - 内村鑑三が来院、講演（後に1896年6月8日にも来院講演）。
- 1894年09月 - 新月の徽章を制定。
- 1895年 - 院友会（後の同窓会）が発足。
- 1896年 - 制服、制帽を定める。
- 1900年 - 日本初の男声合唱団、グリークラブ誕生。
- 1908年09月04日 - 専門学校令により私立関西学院神学校が文部大臣から設立認可される。
- 1909年11月23日 - 創立20周年記念祝賀式を挙行。
- 1910年
  - 05月18日 - カナダ・メソヂスト教会が学院経営に参加。
  - 11月08日 - 関西学院社団設立。
- 1912年
  - 03月04日 - 高等学部（文科・商科）を設置。神学部との2学部制をとる。
  - 日付不詳 - 高等学部長C.J.L.ベーツが高等学部学生の標語としてMastery for Service提唱。
- 1913年
  - 09月 - 高等学部の徽章を制定。
  - 11月26日 - 大隈重信が来院、講演。
- 1915年
  - 02月12日 - 普通学部を中学部に名称変更認可される。
  - 04月 - 高等学部の徽章を新月に復す。
  - 06月12日 - 関西学院教会設立。
- 1917年02月28日 - 中学部校舎が全焼。
- 1918年02月10日 - 中学部校舎起工式。
- 1919年
  - 05月02日 - 高等学部を大学に昇格する理事会決議。
  - 06月05日 - 再建の中学部校舎落成式。
- 1921年03月28日 - 高等学部を改めて、文学部、高等商業学部とする件が認可される。
- 1927年09月28日 - 創立記念日（9月28日）を定める。
- 1928年02月29日 - 上ケ原で新校地移転起工式。
- 1929年
  - 02月下旬 - 西宮上ケ原キャンパスに移転開始（W. M. ヴォーリズによる設計・建築）。
  - 03月31日 - 上ケ原へ移転完了。
  - 06月 - 校旗を制定。
  - 09月28日 - 創立40周年記念式典を挙行。
- 1931年09月17日 - 財団法人関西学院の設立が認可される。
- 1932年
  - 03月07日 - 大学令による関西学院大学設立認可される。専門学校「関西学院」（文学部及び高等商業学部）の名称を「関西学院専門部」（文学部及び高等商業学部）に変更認可される。
  - 04月01日 - 大学予科を開設。
- 1933年09月18日 - 山田耕作来院。校歌『空の翼』を発表、制定。
- 1934年04月01日 - 大学法文学部及び商経学部を開設。
- 1935年
  - 03月31日 - 専門部高等商業学部を廃止。
  - 04月01日 - 関西学院高等商業学校を設立。

- 1937年
  - 04月01日 - 大学院開設。
  - 05月14日 - ヘレン・ケラーが来院、講演。
- 1938年03月31日 - 女子入学に伴う大学学則の変更が認可される。
- 1939年10月14日 - 創立50周年記念式典を挙行。
- 1941年
  - 02月11日 - 学生会解散式、報国団結成式。
  - 時期不詳 - 外国人宣教師が全員帰国。日本メソヂスト教会が日本基督教団（6月24日創立）に合同する。
- 1943年
  - 03月31日 - 専門部神学部を閉鎖、同日に設置認可された日本西部神学校に統合。
  - 11月18日・19日 - 学徒出陣壮行会（18日 – 商経学部 / 19日 – 大学予科）
- 1944年
  - 02月01日 - 大学予科・中学部校舎、校地施設を海軍に徴用供出。
  - 03月 - 日本西部神学校を閉鎖、日本東部神学校との合併により日本基督教神学専門学校に統合（在学生は東京に移籍）[31]。
  - 03月31日 - 高等商業学校と専門部文学部を廃止。
  - 大学商経学部の学生募集を停止。
- 1945年
  - 04月10日 - 関西学院防衛隊結成式。
  - 07月24日 - 宝塚市の工場で勤労動員出動中の学生3名が爆撃の犠牲となる。
  - 08月06日 – 空襲のため音楽室、予科食堂など若干の被害が発生。
  - 09月17日 - 大学予科、政経科、理工科、中学部授業再開。
  - 10月 - 大学授業再開。
- 1946年04月01日 - 大学の機構を改めて法学部、文学部、経済学部の3学部とする。専門部政経科を高等商業学部と改称、理工科を理工専門部と改称、文学専門部を開設。
- 1947年 - 米国・カナダから宣教師が再来日。
- 1948年04月01日 - 関西学院全体が新学制に移行。
- 1949年10月29日 - 創立60周年記念式典を挙行。
- 1950年04月01日 - 専門学校を関西学院短期大学に改組。旧制文学専門部廃止。大学院を設置。
- 1951年
  - 03月13日 - 学校法人関西学院への組織変更の登記。
  - 03月31日 - 旧制高等商業学部廃止認可。
  - 04月01日 - 商学部を開設。
- 1952年04月01日 - 文学部の神学科が分離独立して神学部開設。
- 1955年 - 第2別館、法学部、図書館などの増築。
- 1958年03月31日 - 短期大学廃止。
- 1959年10月30日 - 創立70周年記念式典を挙行。
- 1960年
  - 03月31日 - 旧制関西学院大学および大学院廃止。
  - 04月01日 - 文学部の社会学科、社会事業学科が分離独立して社会学部開設。
- 1961年04月01日 - 理学部を開設。
- 1963年12月11日 - 図書館新館竣工。
- 1966年
  - 06月15日 - 関西学院などの5私学で山陽新幹線文教地区通過反対同盟を結成。
  - 12月 - 学費値上げ阻止運動の末、法・社会・文・商の各学部でバリケードストライキ突入。
- 1968年03月28日 - 大学卒業式終了後に全共闘による学院本部建物の封鎖占拠発生。学院創設後初めての警察出動を要請。
- 1969年
  - 02月 - 機動隊による厳戒警備下で大学入試。
  - 03月 - 大学卒業式中止（8月3日に青空卒業式）。
- 1977年
  - 03月25日 - 総合体育館竣工式。
  - 12月11日 - アメリカンフットボール部、甲子園ボウルで史上初の5連覇。
- 1978年11月29日・30日 - 第1回総合関関戦を開催。
- 1979年
  - 03月01日 - 国際交流センタ－発足（後に国際センターと改称）。
  - 10月06日 - 創立90周年記念式典を挙行。
  - 10月11日 - 南メソジスト大学との学術交流協定締結。
- 1982年
  - 06月12日 - 吉林大学友好協力協定締結。
  - アメフトで関西学院大学対京都大学（京関戦、関京戦）が盛り上がる。
- 1984年07月21日 - 新学生会館竣工。
- 1989年
  - 03月21日 - 北摂土地購入問題で院長、学長が辞任。
  - 09月01日 - 高等部校舎および高中部礼拝堂竣工式。
- 1992年04月01日 - 言語教育センター設置。セメスター制実施。
- 1995年
  - 03月18日 - 阪神・淡路大震災による犠牲者追悼礼拝。
  - 04月01日 - 神戸三田キャンパスに総合政策学部を開設。
- 1997年09月25日 - 新大学図書館竣工式。
- 2004年04月01日 - 法科大学院を開設。
- 2007年
  - 06月02日 - 15日 - はしかにより全学休校[32]。
  - 12月19日 - 学校法人聖和大学との合併契約書を締結[33]。
- 2008年04月01日 - 兵庫県宝塚市に関西学院初等部を開設。
- 2009年
  - 04月01日 - 学校法人千里国際学園との法人合併契約を締結[34]。
  - 04月01日 - 学校法人聖和大学と法人合併。
- 2010年04月01日 - 学校法人千里国際学園との法人合併[35]。
- 2016年04月01日 - 聖和幼稚園を関西学院幼稚園に名称変更。
- 2024年04月01日 - 聖和短期大学を男女共学とし、関西学院短期大学に名称変更[22]。

## ランバス姉妹校
ランバス関係姉妹校 一覧（あいうえお順）
- 関西学院
- 啓明学院
- パルモア学院
- 広島女学院
- ランバスリーグ